# Муселиево
Муселиево (болг. Муселиево) — село в Болгарии. Находится в Плевенской области, входит в общину Никопол. Население составляет 871 человек.

## Политическая ситуация
В местном кметстве Муселиево, в состав которого входит Муселиево, должность кмета (старосты) исполняет Валентин Иванов Костадинов (Национальное движение «Симеон Второй» (НДСВ)) по результатам выборов правления кметства.
Кмет (мэр) общины Никопол — Валерий Димитров Желязков (Болгарский земледельческий народный союз (БЗНС)) по результатам выборов в правление общины.